# 希洛 (阿拉巴马州)
希洛（英語：Shiloh），是美国阿拉巴马州迪卡尔布县下属的一座城市。面积约为1.71平方英里（约合4.44平方公里）。根据2010年美国人口普查，该市有人口274人，人口密度为159.95/平方英里（约合61.71/平方公里）。